# Куми (село)
Ку́ми —  село в Україні, у Ланнівській сільській громаді Полтавського району Полтавської області. Населення становить 1022 осіб. Орган місцевого самоврядування — Ланнівська сільська рада.

## Географія
Село Куми знаходиться на лівій стороні балки Кума по якій протікає пересихаючий струмок з великими загатами. На протилежному боці балки розташоване селище Ланна. Поруч проходить залізниця, станція Котлярівка за 1,5 км.

## Історія
12 червня 2020 року, відповідно до розпорядження Кабінету Міністрів України № 721-р «Про визначення адміністративних центрів та затвердження територій територіальних громад Полтавської області», село увійшло до складу Ланнівської сільської громади.
19 липня 2020 року, в результаті адміністративно - територіальної реформи та ліквідації Карлівського району, село увійшло до складу новоутвореного Полтавського району Полтавської області.

## Економіка
- Молочно-товарна ферма.
- ТОВ «Ланнівська МТС».

## Об'єкти соціальної сфери
- Дитячий садок «Малятко».

## Відомі люди
У селі народився:
- Касмінін Олександр Володимирович - Суддя Конституційного суду України.